# Dante Rezze
Dante Rezze (Lió, 23 d'abril de 1963) va ser un ciclista francès professional des del 1987 fins al 1996.
Durant el Tour de França de 1995 va estar implicat en la caiguda en què va morir l'italià Fabio Casartelli.

## Palmarès
- 2002
  - Pròleg a la Volta a Luxemburg

### Resultats al Tour de França
- 1988. 100è de la classificació general
- 1992. Fora de control (14a etapa)
- 1995. Abandona (15a etapa)

### Resultats al Giro d'Itàlia
- 1990. No surt (18a etapa)
- 1993. 117è de la classificació general